# عبد الوهاب أبو الهيل
عبد الوهاب أبو الهيل لابد لاعب كرة قدم عراقي سابق ، من مواليد 21 ديسمبر سنة 1975، ولد في بغداد كان يجيد اللعب كلاعب وسط، لعب بنادي سباهان اصفهان الإيراني، وشارك ببطولة كأس آسيا مرتين، الأولى في لبنان سنة 2000م والثانية في الصين سنة 2004م، وبعد اعتزاله اللعب الدولي والمحلي، أكمل مسيرته التدريبية بداية عام 2015م مع نادي الطلبة العراقي.